# Obesotoma woodiana
Obesotoma woodiana é uma espécie de gastrópode do gênero Obesotoma, pertencente a família Mangeliidae.